# Diadromus marginatus
Diadromus marginatus là một loài tò vò trong họ Ichneumonidae.